# Marczyce
Marczyce (Duits: Märzdorf) is een dorp in het Poolse woiwodschap Neder-Silezië, in het district Jeleniogórski. De plaats maakt deel uit van de gemeente Podgórzyn en is gelegen in het Reuzengebergte, op ongeveer 3 kilometer ten oosten van Podgórzyn, 8 kilometer ten zuiden van Jelenia Góra en 99 kilometer ten westen van Wrocław.

## Geschiedenis
Na de Tweede Wereldoorlog werd het dorpje onder Pools bestuur geplaatst en omgedoopt tot "Marcinkowice". De Duitse bevolking werd verdreven en vervangen door Polen, conform de naoorlogse Conferentie van Potsdam. Pas in maart 1946 kreeg het zijn huidige naam.